# No Way Out (Pornofilm)
No Way Out ist ein US-amerikanischer Pornofilm, der von Digital Playground mit Ash Hollywood in der Hauptrolle produziert wurde. Regie führte Francois Clousot. Der Film wurde im Jahr 2014 auf DVD und Blu-ray Disc veröffentlicht. 

## Handlung
Die Handlung des Films ist an den Mainstreamfilm Nikita angelehnt und erzählt die Geschichte von Ash Hollywood, die sich nach einer Schießerei mit der Polizei in einer dunklen Zelle wieder findet. Während ihr Freund bei der Schießerei umkam, erhält sie die Chance zur Bewährung. Damit sie jedoch ihre Freiheit wieder erhält, muss sie für den Staat mehrere Spezialaufträge erfüllen und wird dazu ausgebildet. Nach Abschluss ihrer Ausbildung erhält Ash Hollywood eine neue Identität als Tia Snow und soll im Auftrag der Regierung Killerjobs ausführen.